# Magnus Kijl

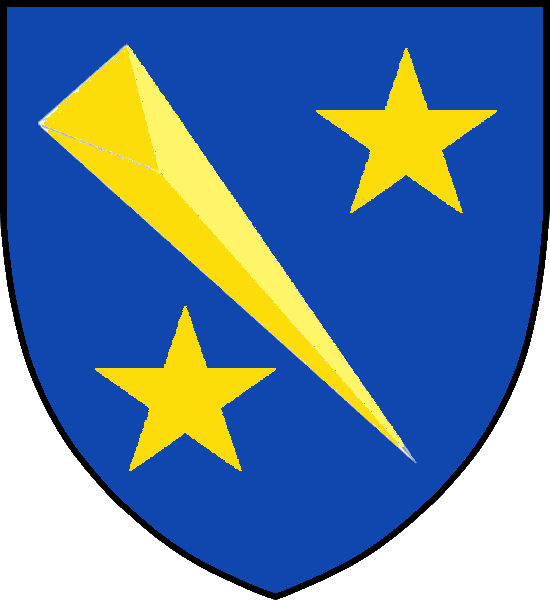
Yngre ätten Kijls vapen

Magnus Kijl, född omkring 1656, död 29 juli 1721, var en svensk lagman.
Han blev 1695 assessor i Svea hovrätt.  Han blev 1718 lagman i Norrköpings läns lagsaga och 1719 i hela Östergötlands lagsaga vilken tjänst han begärda avsked från 1720. Han blev adlad 1711 och behöll då sitt namn.
Han var innehavare av Tollstorp i Slaka socken.